# CMF (علاج كيميائي)
سيكلوفوسفاميد ميثوتركسيت فلورويوراسيل (اختصارًا CMF)، هو عادةً ما يستخدم كنظام علاجي كيميائى لسرطان الثدي الذي يجمع بين ثلاثة من العناصر المضادة للسرطان: سيكلوفوسفاميد، وميثوتركسيت، وفلورويوراسيل5. بينما إنه الآن لا يعد الأكثر فاعلية عموماً في العلاج الكيماوي، لكنه يكمن أهمية كبرى في علاج المرضي كبار السن ذوي السرطان اللمعي، وقد يكون ذات أهمية لعلاج مستقبلات هرمون الاستروجين مستقبلات الأندروجين السلبية اللمعية الإيجابية لسرطان الثدي. هذا التدبير كان مصمم لمحاكاة أنجح التاديبر التي نمت لعلاج لِمْفُومةُ هودجكيِن.

## العلاج
يتلقى هذا العلاج على مدار دورة من أربعة أسابيع. فمن اليوم الأول للثامن يأخذ كلاً من ميثوتركسيت وفلورويوراسيل5 كحقن. والالسيكلوفسفاميد قد يتلقي أيضاً عن طريق الوريد مدمجاً مع هذه الأدوية، أو قد يأخذ كقرص بالفم ويأخذ مرة يومياً في الأيام الأربعة عشر الأوائل لكل دورة.

## الآثار الجانبية
تتضمن الآثار الجانبية:
- غثيان
- إعياء
- قرحة فموية
- عدوى
- إسهال
- فقدان الشعر
- العقم عند المرأة